# Hodod, Satu Mare

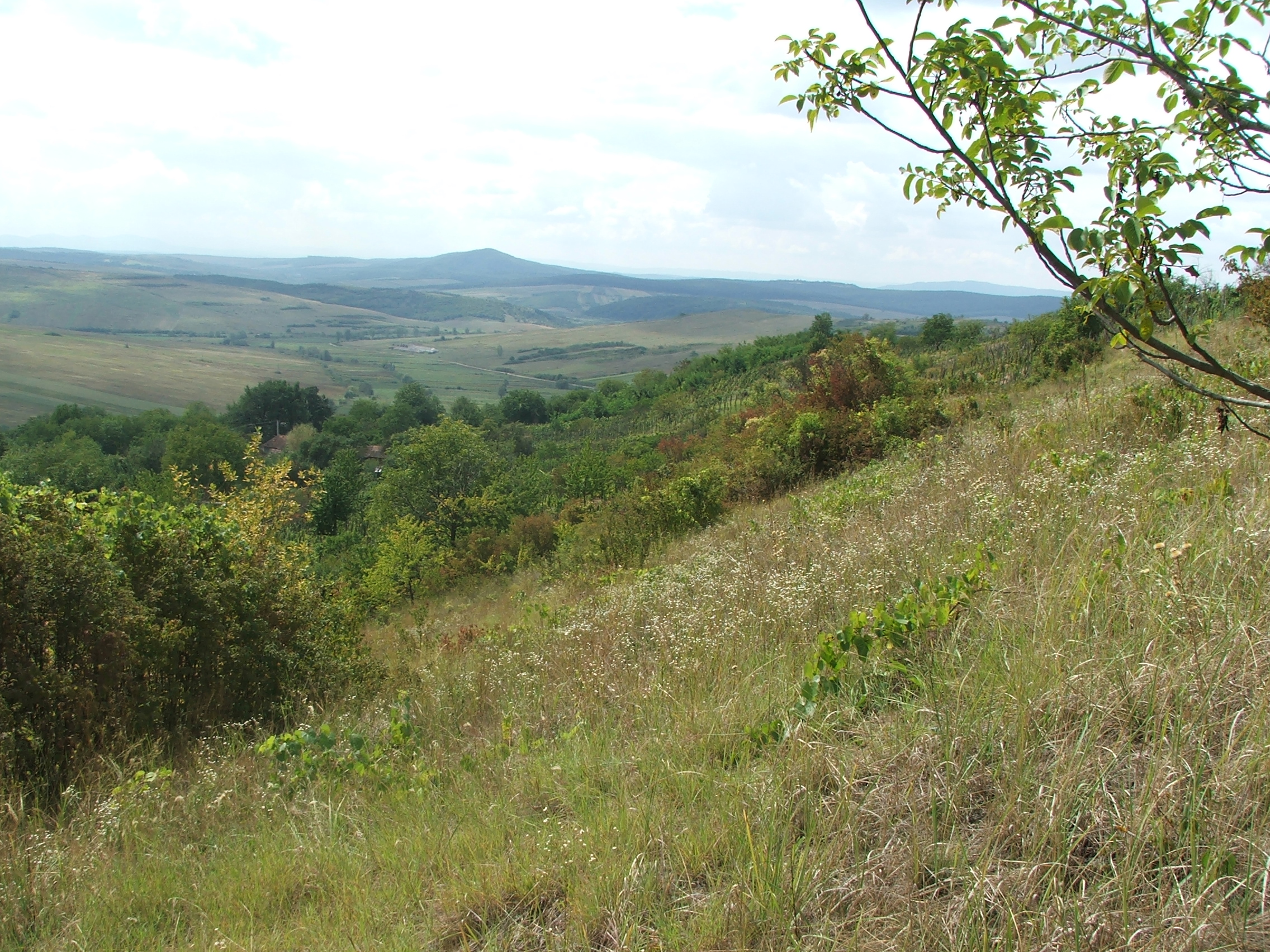
Vedere

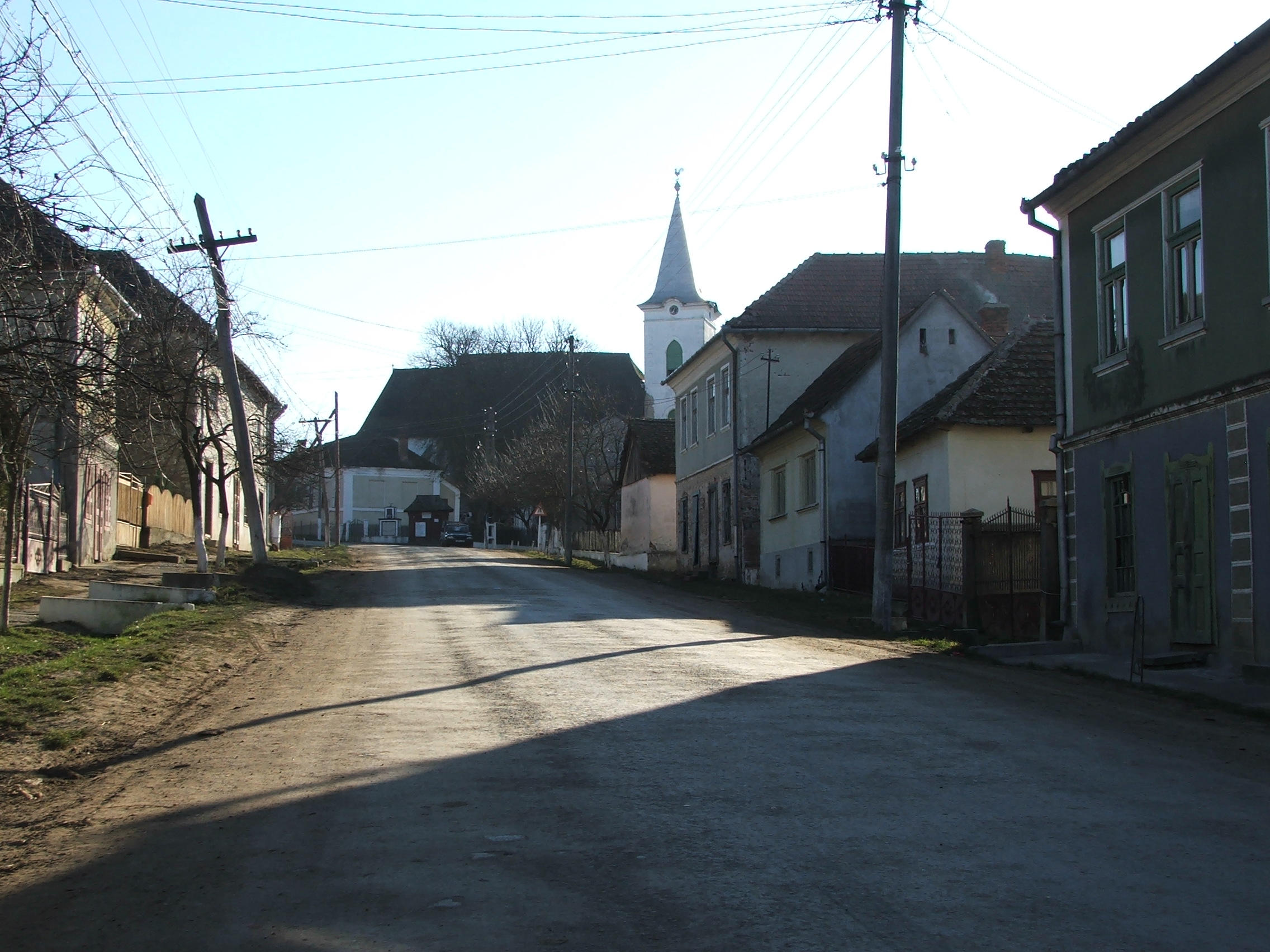
Strada Hodod

Hodod (în maghiară Hadad, în germană Kriegsdorf), este satul de reședință al comunei cu același nume din județul Satu Mare, Transilvania, România.

## Așezare
Localitatea Hodod este situată în sud-vestul județului, la o distanță de 68 km. de municipiul Satu Mare, orașul reședință de județ, pe drumurile județene: DJ196, Cehu Silvaniei - Supuru de Jos și DJ110A, Guruslău - Hodod.

## Istoric
Așezarea este atestată documentar din anul 1334, sub numele de Hodod. Luând în considerare că localitatea alăturată, Nadișu-Hododului, apare deja în registre din secolul XIII, nu este exclus ca și localitatea Hodod să fie mai veche. Cetatea este atestată documentar din 1399, ca fiind construită de și aparținând familiei Kusalyi Jakcs György. Așezarea devine oraș-târg (în latină oppidum, în maghiară mezőváros) din anul 1482.
La data de 4 martie 1562, armata regală a lui Ferenc Zay și Menyhért Balassa a învins ardelenii, dar în 1564 János Zsigmond și-a recucerit cetatea cu 12.000 de soldați. A fost deținută de familia Wesselényi din 1584. A fost ocupată de Basta în 1600. În timpul războiului de independență Rákóczi, Zsuzsanna Pál Wesselényi a apărat cetatea împotriva Labanținilor, dar în 1710 István Csáky a renunțat la el. S-a prăbușit în prima jumătate a secolului al XVIII-lea. Familia Wesselényi devine noul proprietar începând cu anul 1584.
Cetatea decade în secolul XVIII. 
Din 1876 a aparținut județului Sălaj. Din 1882 in sat  functioneaza o  farmacie.
Populația decimată în răscoala împotriva administrației austriece, condusă de Francisc Rákóczi al II-lea, și de epidemia de ciumă din 1742, va fi completată de către contele Wesselényi cu coloniști germani. Cea mai mare parte a populației germane a emigrat în Germania începând cu retragerea trupelor germane în 1944, emigrarea continuând ulterior în anii 1980–1990.
La recensamantul din 2011 din 887 de locuitor 686 s-au declarant maghiari, 48 români, 116 romi și 18 germani.

## Obiective turistice
- Conacul Wesselényi-Degenfeld, cu reședință si construcțiile anexe, constituie unul dintre cele mai reprezentative ansambluri de arhitectură civilă barocă din Transilvania. Construit in secolul XVIII, decorat cu reliefuri de Anton Schuchbauer. Modificări neoclasice în sec. XIX.

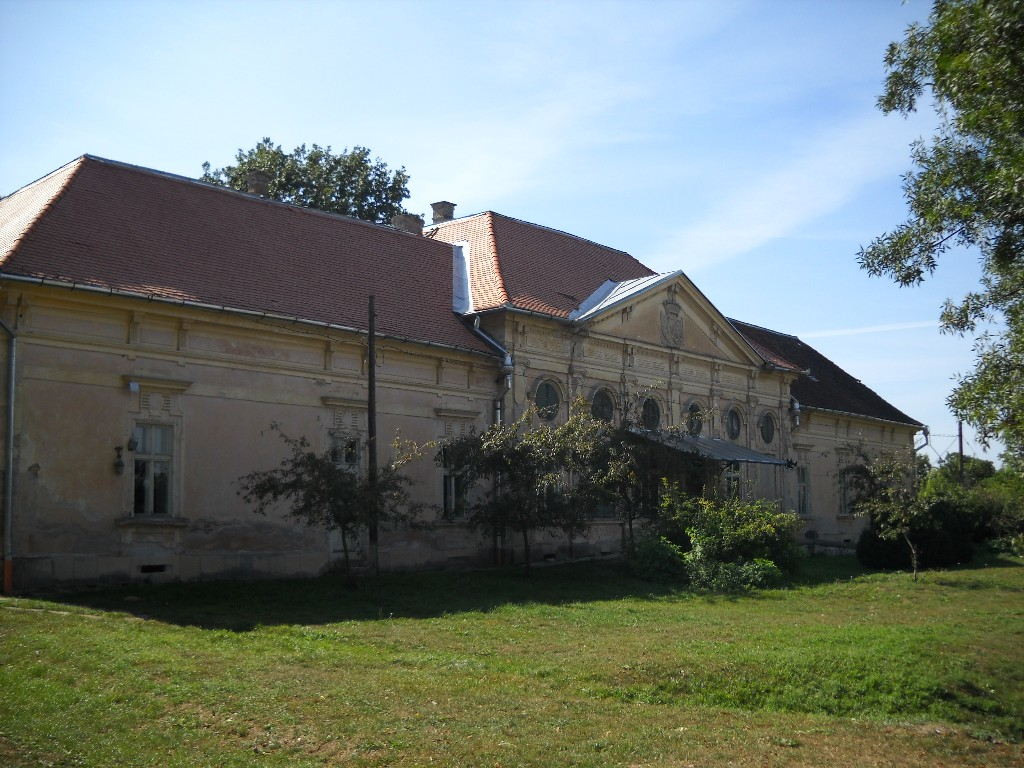
Conacul Degendfeld

- Conacul Wesselényi (1763) are un remarcabil corp rezidențial cu arhitectură barocă.
- Biserica reformată-calvină, construită în secolul al XV-lea ca lăcaș catolic, în stil gotic. În urma mai multor alunecări de teren, se află într-o stare precară.
- Biserica Evanghelică-Luterană, construită în stil baroc în secolul XVIII.

## Născut în Hodod
- Mariska Ady (1888 - 1977), scriitor, poet și nepoată din Endre Ady

## Legături externe

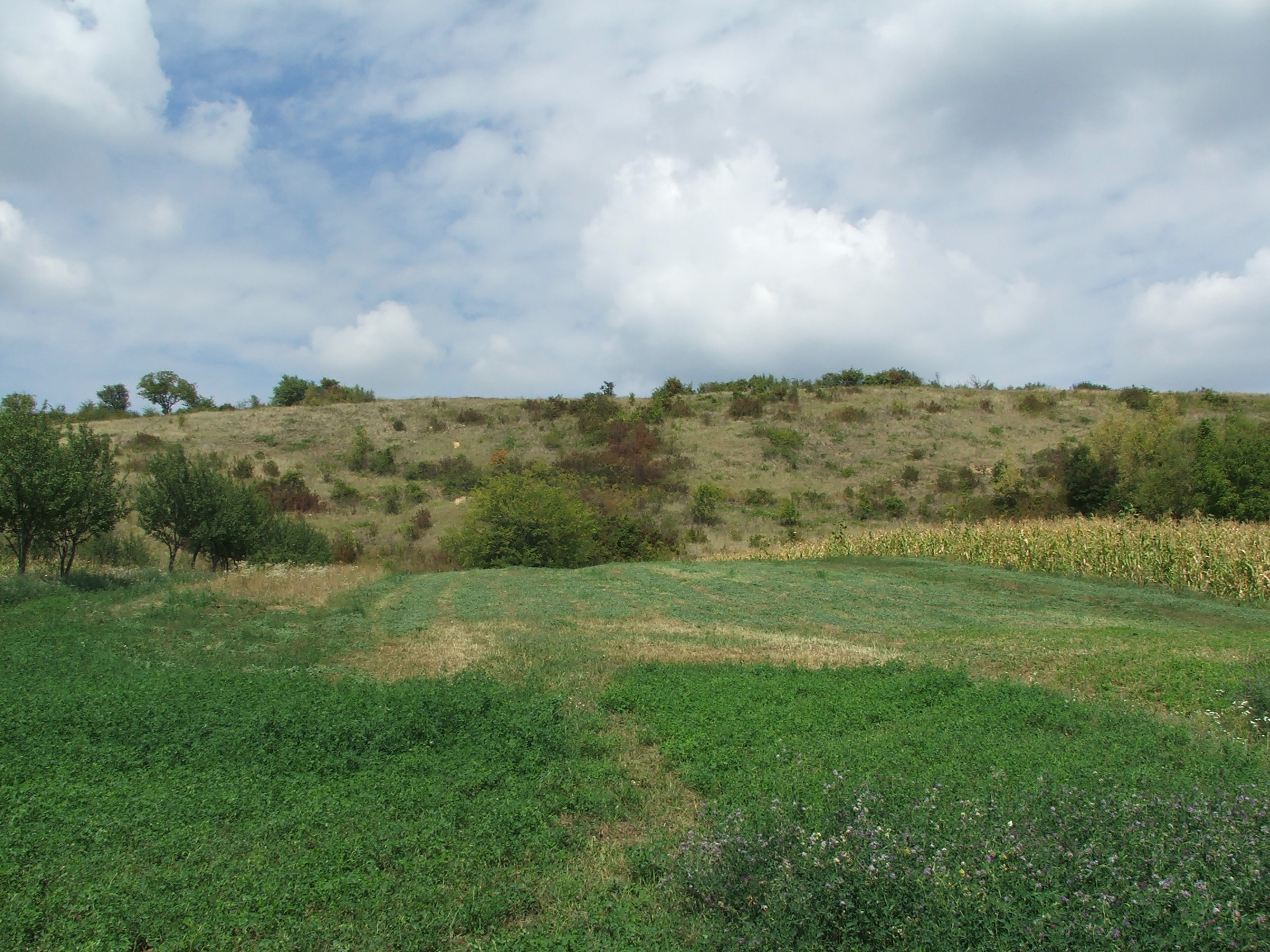
Imprejurimi